# Star Wars: Lethal Alliance
Star Wars: Lethal Alliance est un jeu vidéo d'action développé et édité par Ubisoft, sorti en 2006 sur PlayStation Portable et Nintendo DS.

## Histoire
Rianna Saren est une mercenaire twi'lek recrutée par Kyle Katarn pour détruire un chargement de mirkanite appartenant à l'Empire. Capturée, elle est libérée par un droïde nommé Zeeo.

## Système de jeu
La complémentarité des deux personnages est au cœur de l'expérience de jeu.

## Accueil
- Jeuxvideo.com : 13/20 (PSP)[1] - 11/20 (PSP)[2]